# 칙 파이트
《칙 파이트》(Chick fight)는 미국에서 제작된 폴 레이든 감독의 2020년 드라마, 액션, 코미디 영화이다. 말린 애커맨 등이 주연으로 출연하였다.
2020년 11월 13일 퀴버 디스트리뷰션과 레드박스 엔터테인먼트에 의해 개봉되었다. 대한민국에서는 2021년 2월 4일 개봉되었다.

## 출연

### 주연
- 말린 애커맨 - 애나 역
- 벨라 손 - 올리비아 역
- 알렉 볼드윈 - 잭 머피 역

### 조연
- 둘세 슬론 - 샬린 역
- 케빈 코널리 - 로이 파크 박사 역
- 케빈 내쉬 - 에드 역
- 알렉 마파 - 척 역
- 도미니크 잭슨 - 나오미 역
- 포춘 페임스터 - 베어 역
- 알렉시아 바리어 - 클로이 역
- 마리아나 파올로 빈센테 - 마린 역
- 니콜 파오네 - 베티 역
- 줄리아 샌드스트롬 - 사만다 역
- 마리아 래보그 - 캐롤 역
- 비토리아 세타 - 노엘 역
- 에카테리나 베이커 - 베로니카 역
- 로한 거박사니 - 카이 역
- 켈렌 보일 - 메이슨 역
- 줄리 마이클스 - 메리 역
- 예타 고테스맨 - 간호사 그랜트 역
- 아이삭 산티아고 - 베일리프 역

## 개봉
2020년 9월, 퀴버 디스트리뷰션과 레드박스 엔터테인머트는 이 영화의 판권을 인수하였다. 2020년 11월 13일 개봉되었다.